# Robion (Vaucluse)
Pour les articles homonymes, voir Robion.
Robion est une commune française, située dans le département de Vaucluse en région Provence-Alpes-Côte d'Azur.
Son territoire est constitué de trois parties différentes : la montagne du Luberon, les mamelons tertiaires bordant la montagne et le plan de Robion, plaine alluviale quaternaire du Coulon. L'altitude du village est de 140 mètres.

## Géographie

### Accès
La route départementale D 900 traverse la commune d'est en ouest au niveau du bourg. Plus au nord, la route départementale 15 fait de même et rencontre au nord-est de la commune la route nationale 100. La route départementale 31 quant à elle arrive du nord et traverse la commune jusqu'au bourg.
| L'Isle-sur-la-Sorgue | Lagnes       | Cabrières-d'Avignon |
| Cavaillon            | Robion       | Maubec              |
| Taillades            | Cheval-Blanc |                     |

### Relief - Géologie
Le vieux village est adossé au Luberon. Celui-ci occupe d'ailleurs une partie importante de la commune soit toute la partie sud. La partie nord quant à elle est une plaine alluvionnaire correspondant à celle du Calavon.

### Hydrographie
Trois cours d'eau arrosent le territoire : le Coulon (qui porte le nom de Calavon jusqu'au village des Baumettes), le Boulon et l'Escanson. 

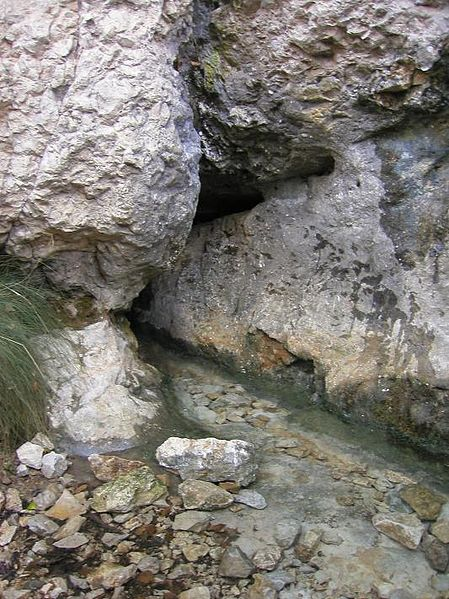
La source du Boulon.

 Le Coulon prend sa source dans les Alpes-de-Haute-Provence et va se jeter dans la Durance vers Cavaillon. Son changement de nom provient de ses dénominations dans les anciennes tribus gauloises des Albiques (Apt) et des Cavares (Cavaillon). Le Boulon sort d'une source vauclusienne au pied du Luberon, il est à sec en été. L'Escanson prend sa source dans une faille de rocher au flanc de la montagne dominant le village. Lui aussi est à sec en été. Cette source a servi à alimenter le village en eau. Elle était captée dans une citerne qui sert maintenant de vestiaire pour le théâtre de verdure. C'est cette citerne qui alimentait la fontaine entourée de platanes, sur la place face à la mairie, dite « la pompe ». Robion est maintenant alimenté à partir de la Durance.

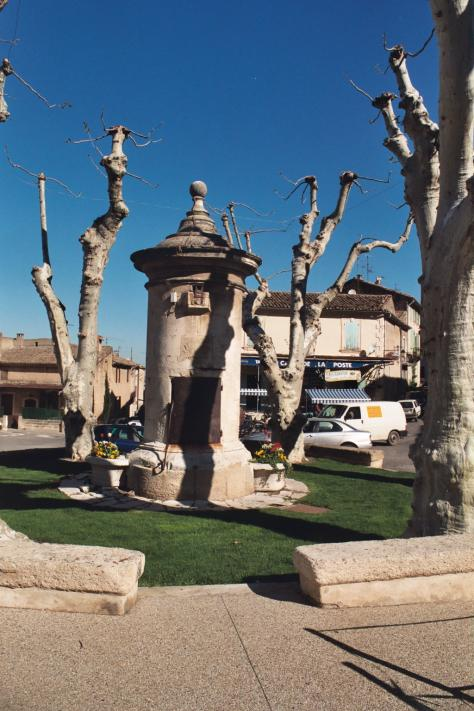
La pompe.

Autrefois, le village et les maisons étaient alimentés par des puits. Dans la partie haute du village intra muros existe un puits public nommé « puits de done Laur » où, dit le maire de Robion au préfet de Vaucluse dans une lettre du 6 juillet 1831 « depuis un temps immémorial et peut-être depuis l'origine du village, la commune de Robion, particuliers et habitants d'icelle ont le droit d'aller puiser de l'eau ».
De nombreux canaux, les "roubines" servent à l'irrigation dans le plan de Robion. L'eau est amenée par le canal Saint-Julien dont la première mention date de 1171. Le canal avait deux rôles majeurs : force motrice utilisée par les nombreux moulins, il permettait aussi l’irrigation. De nos jours, le réseau d'irrigation, étendu et perfectionné, est à l'origine de la richesse agricole de Robion et du Comtat. Il suffit pour s'en rendre compte d'observer la différence entre les terrains irrigués (en contrebas d'un canal d'irrigation) et les autres — domaines de la garrigue.

### Sismicité
Les cantons de Bonnieux, Apt, Cadenet, Cavaillon, et Pertuis sont classés en zone Ib (risque faible). Tous les autres cantons du département de Vaucluse sont classés en zone Ia (risque très faible). Ce zonage correspond à une sismicité ne se traduisant qu'exceptionnellement par la destruction de bâtiments.

### Climat
Pour des articles plus généraux, voir Climat de Provence-Alpes-Côte d'Azur et Climat de Vaucluse.
En 2010, le climat de la commune est de type climat méditerranéen franc, selon une étude du Centre national de la recherche scientifique s'appuyant sur une série de données couvrant la période 1971-2000. En 2020, Météo-France publie une typologie des climats de la France métropolitaine dans laquelle la commune est exposée à un climat méditerranéen et est dans la région climatique  Provence, Languedoc-Roussillon, caractérisée par une pluviométrie faible en été, un très bon ensoleillement (2 600 h/an), un été chaud (21,5 °C), un air très sec en été, sec en toutes saisons, des vents forts (fréquence de 40 à 50 % de vents > 5 m/s) et peu de brouillards. 
Pour la période 1971-2000, la température annuelle moyenne est de 14 °C, avec une amplitude thermique annuelle de 16,9 °C. Le cumul annuel moyen de précipitations est de 716 mm, avec 6,3 jours de précipitations en janvier et 2,6 jours en juillet. Pour la période 1991-2020, la température moyenne annuelle observée sur la station météorologique de Météo-France la plus proche, « Cabrières d'Avignon », sur la commune de Cabrières-d'Avignon à 6 km à vol d'oiseau, est de 14,0 °C et le cumul annuel moyen de précipitations est de 696,9 mm. 
La température maximale relevée sur cette station est de 43,2 °C, atteinte le 28 juin 2019 ; la température minimale est de −15,2 °C, atteinte le 7 janvier 1985,,. 
Les paramètres climatiques de la commune ont été estimés pour le milieu du siècle (2041-2070) selon différents scénarios d'émission de gaz à effet de serre à partir des nouvelles projections climatiques de référence DRIAS-2020. Ils sont consultables sur un site dédié publié par Météo-France en novembre 2022.

## Urbanisme

### Typologie
Au 1er janvier 2024, Robion est catégorisée ceinture urbaine, selon la nouvelle grille communale de densité à sept niveaux définie par l'Insee en 2022.
Elle appartient à l'unité urbaine d'Avignon, une agglomération inter-régionale regroupant 59  communes, dont elle est une commune de la banlieue,,. Par ailleurs la commune fait partie de l'aire d'attraction de Cavaillon, dont elle est une commune de la couronne,. Cette aire, qui regroupe 6 communes, est catégorisée dans les aires de moins de 50 000 habitants,.

### Occupation des sols
L'occupation des sols de la commune, telle qu'elle ressort de la base de données européenne d’occupation biophysique des sols Corine Land Cover (CLC), est marquée par l'importance des territoires agricoles (60,9 % en 2018), en diminution par rapport à 1990 (64,7 %). La répartition détaillée en 2018 est la suivante : 
zones agricoles hétérogènes (43,9 %), forêts (18,6 %), cultures permanentes (16,9 %), zones urbanisées (12,4 %), milieux à végétation arbustive et/ou herbacée (7,8 %), mines, décharges et chantiers (0,4 %). L'évolution de l’occupation des sols de la commune et de ses infrastructures peut être observée sur les différentes représentations cartographiques du territoire : la carte de Cassini (XVIIIe siècle), la carte d'état-major (1820-1866) et les cartes ou photos aériennes de l'IGN pour la période actuelle (1950 à aujourd'hui).

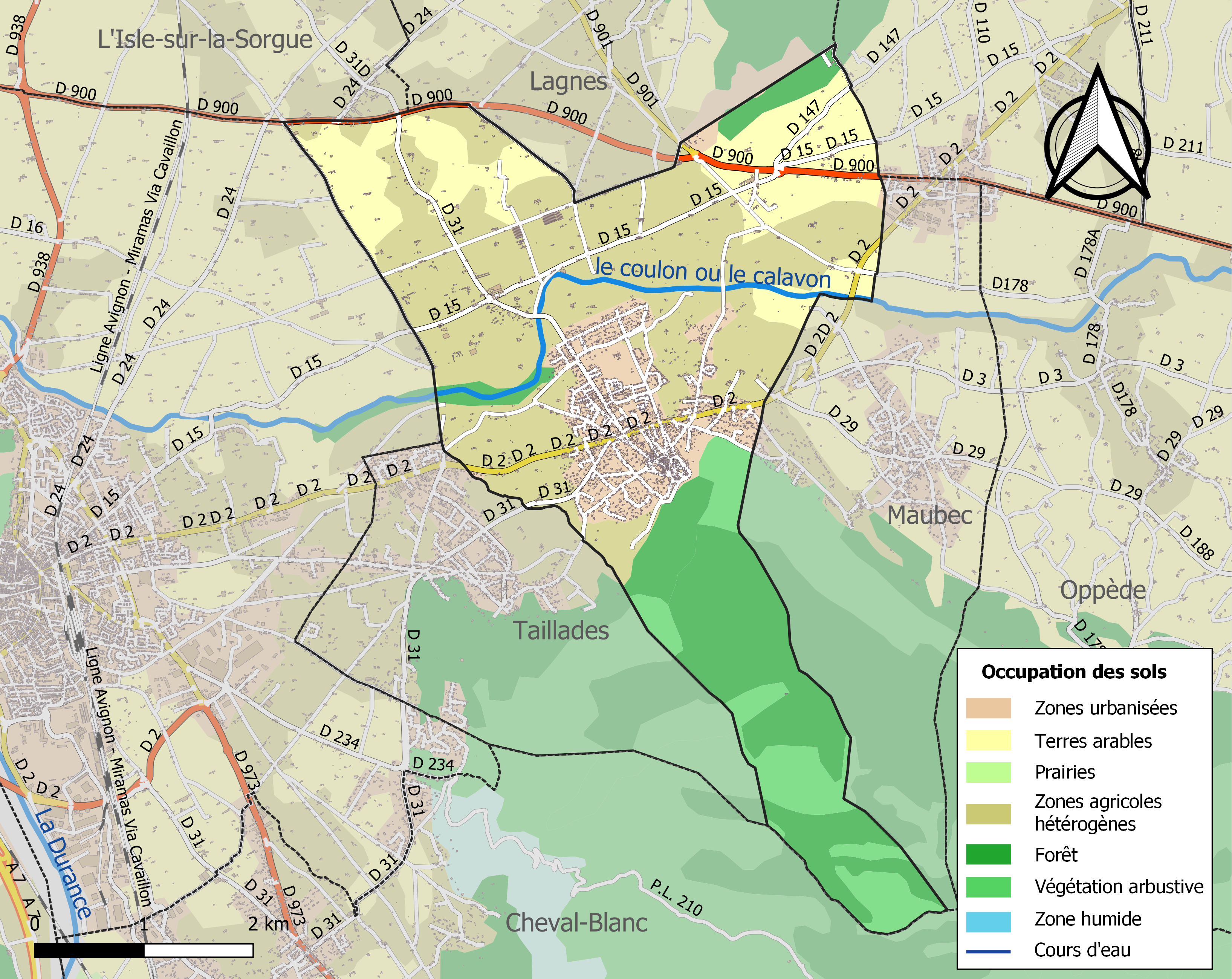
Carte des infrastructures et de l'occupation des sols de la commune en 2018 (CLC).

## Toponymie
L'origine du nom est inconnue. Autrefois, selon Dom Xavier de Fourvière, les gens du pays disaient que le nom de Robion provenait du mot roure, « chêne » (robur en latin) : « Roubioun, disoun li païsans, s'apello ansin per ço qu'autri fès, i avié que de roure ».
Selon Charles Rostaing, le nom de Robion pourrait provenir de la racine rup (rup : rocher à pic, sens du latin rupes). La situation du village, au pied des falaises abruptes du Luberon, vient à l'appui de cette hypothèse. La plus ancienne mention du nom date de 1233 (loco dicto ad iter de Robione : ledit lieu sur le chemin de Robione). On trouve des variantes dans les textes : Robio, Robionum, Roubioun, Roubyon, Robbion, Robyon, Roubillon, Robions.

## Histoire

### Préhistoire et Antiquité
On a trouvé des restes paléolithiques et surtout néolithiques sur le territoire de la commune. Le premier habitat semble avoir été aux abords de la source de Boulon, à l'époque néolithique. Plusieurs grottes du Luberon ont servi alors d'habitat, et surtout de grottes sépulcrales : grotte du lierre, de Font Blanco, du Jas de Juvert et de Fabrègues. Le site de Boulon a donné des témoignages de l'âge du fer, des tessons de poteries phocéennes (VIe – Ve siècle av. J.-C.), campaniennes (IIIe siècle av. J.-C.), des pièces de monnaie massaliotes. Une seule inscription épigraphique : un fragment de stèle avec les lettres PEI, lettres se retrouvant dans l'inscription d'une des stèles celto-grecques de Cavaillon où figure le mot : MAGOUPEI. L'époque gallo-romaine a donné un peu partout sur le territoire de la commune de
nombreux tessons de poterie, des tuiles à rebord, des pièces de monnaie, des tombes à incinération.

### Moyen Âge
Pendant le haut Moyen Âge, le site de Boulon fut abandonné et les habitants s'installèrent sur le site du village actuel, plus facile à défendre. Ce fut le castrum de Robione, dont on peut voir encore de nos jours des restes de remparts. Un château fut édifié au point culminant du village.
L'église Notre Dame de la Nativité est construite extramuros un document mentionne son nom au début du XIIIe siècle, on pense qu'elle a été construite fin XIIe, mais aucune source ne peut le prouver.
Ces fortifications permirent de résister au début de 1389 aux troupes de Raimond de Turenne. Elles furent agrandies en 1395.
Robion a d’abord appartenu au comte de Provence qui était vassal du Saint Empire, puis au comte de Toulouse, puis au royaume de France tout simplement parce qu'il faisait partie d'un territoire qui s'appelait le Comtat Venaissin. Le 27 avril 1274, le Comtat Venaissin, c’est-à-dire le territoire qui représente aujourd’hui la partie ouest du Vaucluse et dans lequel se trouve Robion, est annexé à l’Eglise. C’est un don du roi de France d’alors, Philippe III le Hardi qui se réalise pour apaiser les tensions entre le royaume de France et l’Eglise.
Robion est administré par l’évêque de Cavaillon, et par l’Assemblée représentative du Comtat Venaissin qui siège à Carpentras, sa capitale. Au moment où les papes siègent à Avignon et notamment en 1348 lorsqu’Avignon est achetée par le pape Clément VI à la reine Jeanne pour un montant de 80 000 Florins,, le Comtat est dirigé par un légat.
Il est pratiquement impossible de donner la liste des seigneurs de Robion : la coutume du Comtat était qu'à la mort du seigneur ab intestat, tous ses enfants se partageaient ses possessions et devenaient coseigneurs. il y en eut donc beaucoup. On peut simplement dire que le titre de seigneur ou coseigneur de Robion a été le plus souvent porté par des membres de la famille de Sabran.

### Temps modernes
En 1562, à l'époque des guerres de religion, les huguenots du baron des Adrets brûlèrent l'église de Robion et mirent le feu au Luberon.
Le 14 septembre 1791 : un décret, rendu sur la proposition du député Armand-Gaston Camus, réunit à la France Avignon et le comtat Venaissin. Robion n'est français que depuis cette date.
La période révolutionnaire fut agitée. Le 7 janvier 1794, la demeure du châtelain est démolie, ainsi que la maison contiguë de Thérèse Bonnet, qui ameuta tout le village. Le premier juin 1794, au cours de la séance du conseil municipal, un des membres propose « que les croix de fer qui existent dans la ci-devant paroisse soient converties en piques, étant ainsi purifiées par un usage républicain ». Au moment de la Terreur, avec Robespierre, on coupe à Robion les ormes et les mûriers plantés devant l'hôtel de ville car « ces arbres étaient de nature à favoriser les intentions des citoyens malveillants qui pourraient, pendant la nuit, et à la faveur de l'ombre de ces arbres, tirer quelques coups de feu contre la sentinelle qui monte la garde devant la porte de la maison commune ».
Au XVIIe siècle par manque de budget, c’est un vice-légat qui dirige le Comtat Venaissin. On retrouve la même situation dans la cité-état d’Avignon.
Le dernier seigneur de Robion fut Louis-Paul de Brancas, comte de Forcalquier, marquis, puis duc de Céreste à partir de 1784, chevalier de Malte, maréchal de camp à 30 ans, lieutenant général en Provence, né le 25 mai 1718. En 1793, il avait 75 ans et habitait depuis plusieurs années à Paris, 366 rue de Clichy. Il mourut en 1802 à l'âge de 84 ans.
Il y eut deux Robionnais guillotinés : Charles Gros, père de 7 enfants, accusé à tort[réf. nécessaire] guillotiné le 26 juin 1794 à 53 ans et Barnabé Bernard, cordonnier, colonel de la garde nationale (1789), guillotiné le 6 juillet 1794 à 46 ans.
L’Empire ramena le calme, bien que les Robionnais n'aient pas apprécié de devoir fournir de plus en plus de soldats pour les guerres incessantes menées par l'empereur dans toute l'Europe. Ce d'autant qu'ils étaient exemptés de service militaire tant que le Comtat appartenait au pape. Il y eut de nouveau une certaine agitation.

### Époque contemporaine
Il y eut 79 Robionnais tués pendant la guerre de 1914-1918, 5 pendant celle de 1939-1945. Deux résistants, natifs de Robion, ont été fusillés par les soldats allemands. L'électrification du village, prévue pour le milieu des années 1920, ne se fit qu'en 1950.

### Héraldique
|  | Les armes peuvent se blasonner ainsi : De gueules, à une équerre d'or posée à dextre, l'angle dirigé vers le canton dextre de la pointe, l'équerre senestrée d'un dauphin couronné d'or, posé à senestre La devise de la ville est : Robio civitas |

Les armoiries qui semblent dater de la fin du XIXe siècle sont de gueules, à une équerre d'or posée à dextre, l'angle dirigé vers le canton dextre de la pointe, l'équerre senestrée d'un dauphin couronné d'or, posé à senestre, le tout accompagné en pointe de la devise : « Robio civitas » : c'est-à-dire qu'il y a à gauche de l'écu une équerre, et à droite un dauphin couronné. Il n'y a aucune explication à la présence du dauphin ; pas plus qu'à celle de l'équerre d'ailleurs.

### Toponymie
Roubioun en graphie mistralienne

## Démographie
Ses habitants sont appelés les Robionnais.
| Population sous l’Ancien Régime |      |      |      |
| Date                            | 1315 | 1471 | 1540 |
| Population en feux              | 7    | 11   | 38   |

L'évolution du nombre d'habitants est connue à travers les recensements de la population effectués dans la commune depuis 1793. Pour les communes de moins de 10 000 habitants, une enquête de recensement portant sur toute la population est réalisée tous les cinq ans, les populations de référence des années intermédiaires étant quant à elles estimées par interpolation ou extrapolation. Pour la commune, le premier recensement exhaustif entrant dans le cadre du nouveau dispositif a été réalisé en 2006.

En 2022, la commune comptait 4 803 habitants, en évolution de +6,4 % par rapport à 2016 (Vaucluse : +1,73 %, France hors Mayotte : +2,11 %).
| 1793  | 1800 | 1806  | 1821  | 1831  | 1836  | 1841  | 1846  | 1851  |
| ----- | ---- | ----- | ----- | ----- | ----- | ----- | ----- | ----- |
| 1 000 | 927  | 1 204 | 1 399 | 1 554 | 1 539 | 1 516 | 1 567 | 1 684 |

| 1856  | 1861  | 1866  | 1872  | 1876  | 1881  | 1886  | 1891  | 1896  |
| ----- | ----- | ----- | ----- | ----- | ----- | ----- | ----- | ----- |
| 1 680 | 1 700 | 1 588 | 1 708 | 1 704 | 1 655 | 1 589 | 1 533 | 1 515 |

| 1901  | 1906  | 1911  | 1921  | 1926  | 1931  | 1936  | 1946  | 1954  |
| ----- | ----- | ----- | ----- | ----- | ----- | ----- | ----- | ----- |
| 1 523 | 1 518 | 1 561 | 1 441 | 1 503 | 1 560 | 1 564 | 1 393 | 1 589 |

| 1962  | 1968  | 1975  | 1982  | 1990  | 1999  | 2006  | 2011  | 2016  |
| ----- | ----- | ----- | ----- | ----- | ----- | ----- | ----- | ----- |
| 1 925 | 2 059 | 2 431 | 3 197 | 3 417 | 3 844 | 3 941 | 4 141 | 4 514 |

| 2021  | 2022  | - | - | - | - | - | - | - |
| ----- | ----- | - | - | - | - | - | - | - |
| 4 746 | 4 803 | - | - | - | - | - | - | - |

## Politique et administration

### Tendances politiques et résultats
Robion fait partie de l'aire urbaine de Cavaillon.

### Liste des maires
| Période                                  | Période                   | Identité                    | Étiquette | Qualité                                                                                                 |
| ---------------------------------------- | ------------------------- | --------------------------- | --------- | --- |
| janvier 1800                             | décembre 1807             | Joseph André Marie Calvière |           | |
| décembre 1812                            | septembre 1815            | Joseph Gros                 |           | |
| Les données manquantes sont à compléter. |                           |                             |           | |
| 29 décembre 1935                         | 1948                      | Médard Lazare               |           | Instituteur puis directeur d'école                                                                      |
| 1948                                     | mars 1971                 | Marius Ricaud               |           | Agriculteur Réélu en 1953, 1959 et 1965                                                                 |
| mars 1971                                | mars 1977                 | Edmond Gontier              |           | Notaire                                                                                                 |
| mars 1977                                | juin 1995                 | Charles Reboul (1919-2001)  | PS        | Agriculteur Député de la 1re circonscription de Vaucluse (1985 → 1986) Réélu en 1983 et 1989            |
| juin 1995                                | mars 2001                 | Yvon Carbonnel, (1923-2014) |           | Ancien dirigeant de société, ancien adjoint                                                             |
| mars 2001                                | mars 2014                 | Robert Frassi (1944-2018)   | PS        | Retraité Réélu en 2008                                                                                  |
| mars 2014                                | En cours (au 25 mai 2020) | Patrick Sintès (1961- )     | DVD       | Artisan ébéniste d'art Vice-président de la CA Luberon Monts de Vaucluse Réélu pour le mandat 2020-2026 |
| Les données manquantes sont à compléter. |                           |                             |           | |

### Fiscalité
| Taxe                                                | Part communale | Part intercommunale | Part départementale | Part régionale |
| --------------------------------------------------- | -------------- | ------------------- | ------------------- | -------------- |
| Taxe d'habitation (TH)                              | 11,61 %        | 0,00 %              | 7,55 %              | 0,00 %         |
| Taxe foncière sur les propriétés bâties (TFPB)      | 20,82 %        | 0,00 %              | 10,20 %             | 2,36 %         |
| Taxe foncière sur les propriétés non bâties (TFPNB) | 51,37 %        | 0,00 %              | 28,96 %             | 8,85 %         |
| Taxe professionnelle (TP)                           | 00,00 %        | 22,42 %             | 13,00 %             | 3,84 %         |

La part régionale de la taxe d'habitation n'est pas applicable.

## Économie

### Agriculture
Son économie est principalement rurale. Les plus anciens témoignages archéologiques indiquent une activité surtout pastorale. Cette activité d'élevage — principalement ovin — a continué jusqu'à une époque récente, utilisant la partie du Luberon sur le territoire de la commune. On peut voir encore une bergerie en remontant la combe de Vidauque.
Un recensement effectué le 6 nivôse an IV (27 décembre 1795) indique 210 grosses bêtes (chevaux, mulets...) et 2 430 bêtes à laine. Robion produisait à cette époque 50 quintaux de laine, dont une partie était transformée sur place dans des fabriques de cadis (tissus de laine légers). Il y avait aussi des chèvres pour le lait, et des porcs élevés en commun par un porcher communal.
L'agriculture a commencé très tôt, avec des terres labourables produisant des céréales (seigle, orge, blé), des vergers (oliviers, amandiers), des prés, des vignes. Comme dans la plupart des pays méditerranéens, la production de blé était à peine suffisante, et la disette courante — surtout en période d'épidémie ou de guerre. Les cultures non vivrières étaient : le mûrier, pour le ver à soie, la garance, un peu de chanvre (dans des lieux-dits « canebières »). On récoltait dans la montagne de la lavande pour servir de fumier.
Vers 1860, il se produisit une série de crises agricoles et industrielles : la sériculture fut ruinée par la pébrine, maladie du ver à soie. La culture de la garance fut abandonnée en 1875, à cause de la concurrence des colorants chimiques. L'olivier fut victime de gelées et de maladies. Ce fut aussi l'époque du phylloxéra, mais Robion eut la chance d'être dans une des zones sablonneuses dans lesquelles l'insecte destructeur a beaucoup de difficultés à se déplacer. Il fallut cependant planter des cépages américains.
La commune produit des vins AOC côtes-du-luberon. Les vins qui ne sont pas en appellation d'origine contrôlée peuvent revendiquer, après agrément le label vin de pays d'Aigues.
Vers 1900, l'agriculture bénéficia de nombreux progrès : perfectionnement des procédés de culture et de l'outillage, emploi d'engrais chimique, réalisation de tout un système de canaux d'arrosage (les roubines), la construction de la ligne de chemin de fer avec une gare à Robion vers 1860, puis développement des transports routiers. Les agriculteurs se tournèrent vers des cultures spécialisées à grand rendement tournées vers l'exportation : cultures maraîchères, fruits, raisin de cuve et de table. C'est toujours le schéma actuel, les produits agricoles étant vendus sur les marchés de Cavaillon, Carpentras, Châteaurenard pour être expédiés en France et à l'étranger.

### Industrie - Artisanat - Services
Robion ne possède pas une importante activité industrielle : deux usines, autrefois celle des engrais Manon, maintenant fermée, et le four à chaux (les chaux de la tour) employant vingt à trente personnes.

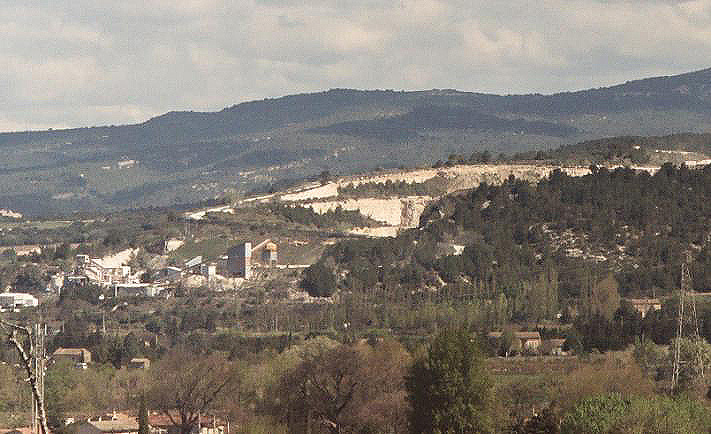
Carrière à ciel ouvert de calcaire et le four à chaux.

## Sites - Monuments
Le Luberon domine le vieux village, d'où part la draille de Robion, un chemin au milieu des cèdres et des rochers menant au sommet de la montagne. On aperçoit aussi de loin le clocher de l'horloge, avec ses deux cloches. La cloche de gauche date de 1851, celle de droite, portant l'inscription : AVE MARIA GRATIA PLENA DOMINUS TECUM l'an Mil CCCC LXXXIX. IRS. XVS date de 1489, c'est l'une des plus anciennes du département. La première horloge fut mise en place en 1648 par Claude Quintrand, horloger. L'horloge actuelle date de 1743 et a été réalisée par Nicolas Mouchotte d'Avignon.

### Les remparts - Le vieux village

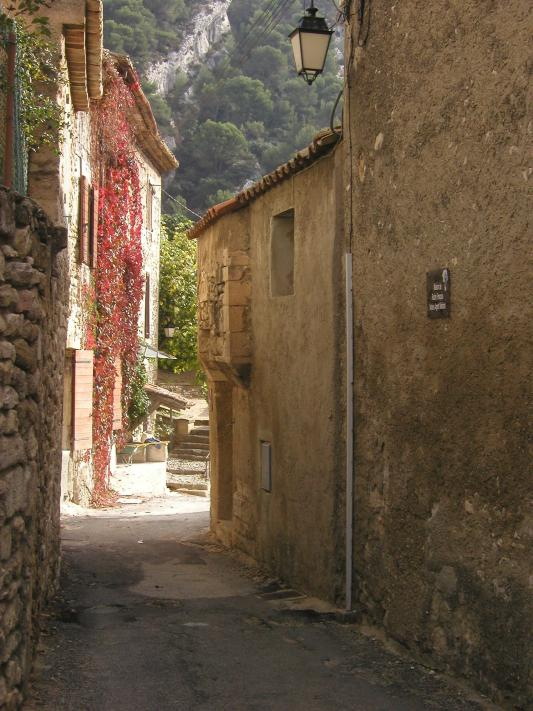
Ruelle dans le vieux village.

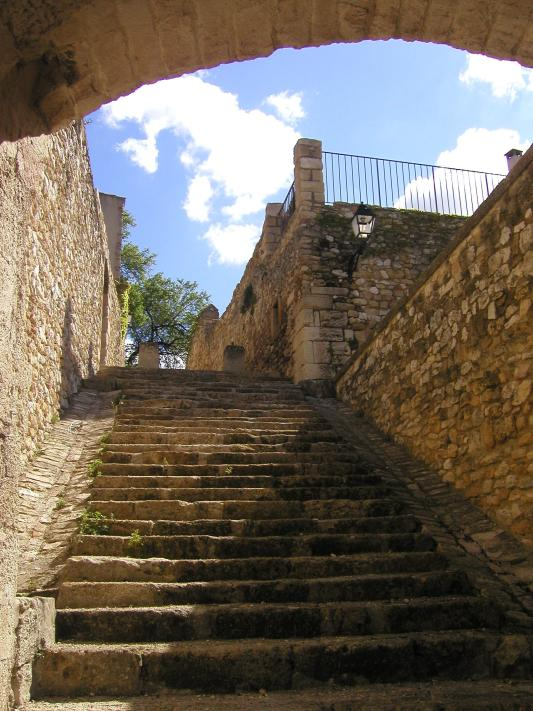
Escalier dans le vieux village.

Il reste quelques éléments des remparts, datant du XIVe siècle. Le vieux village a été abandonné à la fin du XIXe et au début du vingtième. Dans les années 1950, le vieux village n'était plus que ruines au milieu desquelles on pouvait voir un escalier à vis montant vers le ciel : celui du château. Les ruines ont été déblayées, des maisons reconstruites. Les calades ont été restaurées en 1992.
Les noms des rues, selon un plan dressé en 1798, sont : Grande rue (devenue rue André Ricaud), rue de la calade, rue du dessous du château-vieux, rue de l'escanson, rue de Vallabrègues, rue de l'hôpital, rue du four, rue de la juiverie. Ce dernier nom, ainsi que celui de Vallabrègues (nom de juif comtadin), permet de penser qu'il y a eu un quartier juif. Les textes n'en parlent pas. Quoi qu'il en soit, et comme les États du Comtat décidèrent en 1623 que les juifs, dans la province du pape, ne pourraient plus résider que dans les villes de Cavaillon, Carpentras, Avignon, L'Isle-sur-Sorgue, il ne put plus y avoir de juifs à Robion après cette date. En contrebas, on trouve la mairie, la pompe, le café et l'église paroissiale. Et le bureau de poste, seul de cet ensemble de bâtiments à avoir bénéficié de la main d'un architecte.

### Le théâtre de verdure

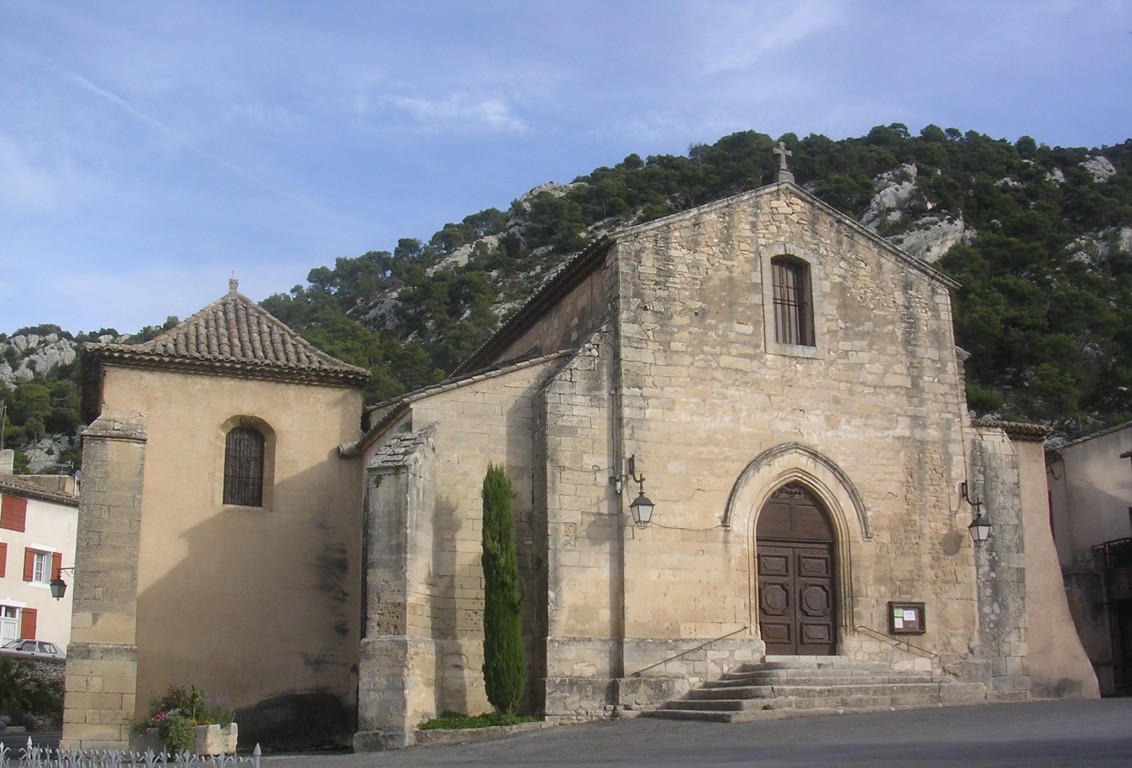
Église Notre-Dame-de-la-Nativité

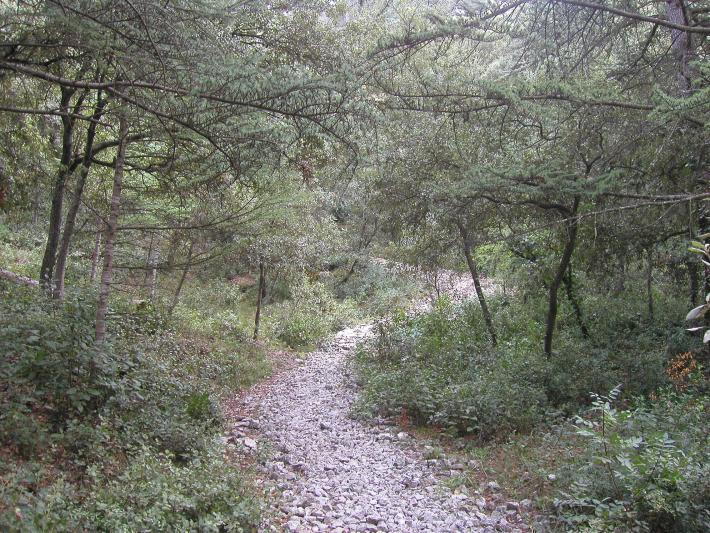
Draille montant dans le Luberon

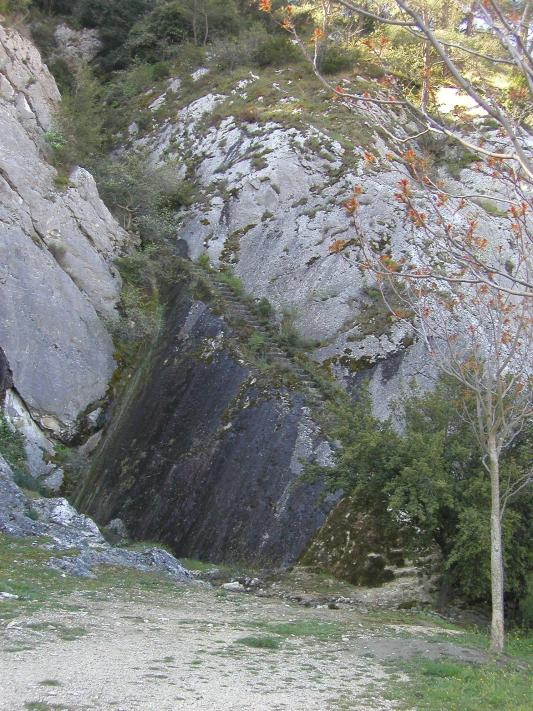
Source de L'escanson

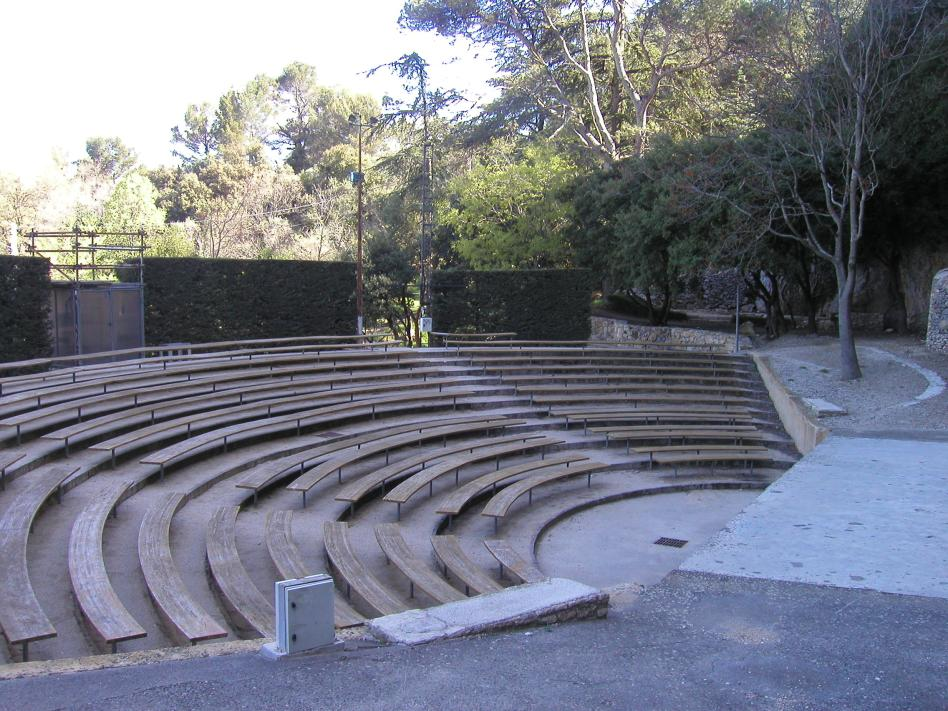
« Théâtre de verdure »

Face à une falaise du Luberon et près de la source de l'Escanson, la mairie a installé un théâtre de verdure à ciel ouvert. La falaise du Luberon, décorée de lierre, sert de mur de scène. L'ancien réservoir d'eau peut servir de vestiaire et de coulisses lors de spectacles notamment pour le Festival de Robion..
Le festival de Robion y organise chaque été en juillet un festival consacré aux musiques du monde avec des musiciens et chanteurs venant du monde entier.
Les concerts ont lieu en soirée lorsque la fraicheur est tombée et que le son des cigales s'est calmé.
À côté de ce théâtre part la draille de Robion, et les sentiers « nature » et « botanique ». On voit à proximité un ancien four à chaux installé par Eugène Boulot de Viviers (Ardèche), autorisé par un arrêté préfectoral du 23 novembre 1859 à établir un four à chaux «  chauffé au coke et à la houille » au pied de la montagne. Ce four cessa son activité vers 1900, il a été restauré en 1996.
Se trouvent aussi à proximité, l'escalier assez vertigineux permettant de monter à la source de l'Escanson et la fontaine de l'an 2000.

### L'église paroissiale
L'église paroissiale est dédiée à la Sainte Vierge et à sainte Quitterie. Sa plus ancienne mention date de 1261, mais la construction est antérieure à cette date, probablement vers la fin du XIIe siècle. L'église située hors des remparts fut endommagée à plusieurs reprises : lors de la prise de Robion par Guillaume des Baux en 1215, et au cours du XIVe siècle, par les grandes compagnies. Ce qui amena la construction d'une nouvelle église à l'intérieur des remparts, sous le vocable de saint Pierre, celle-là même dont il reste le clocher : l'horloge.
La nef de l'église paroissiale est romane, à trois travées séparées par des arcs doubleaux. L'abside, orientée vers l'est, est pentagonale voûtée d'ogives. De chaque côté de la nef, trois chapelles. Celles du bas-côté droit ayant une voûte romane, celles du bas-côté gauche une voûte ogivale. En commençant par la gauche en entrant, on trouve :
- La chapelle des fonts baptismaux, avec une cuve baptismale du XVIIIe siècle.
- L'ancienne chapelle de N.-D. de Pitié ou « des Durands » Cette ancienne chapelle donne accès à la chapelle du Rosaire ou de la Vierge, construite en 1656 par Michel Aubert, Esprit Goudon et Nicolas Blanc, maçons à Maubec, d'après le plan de Barthélémy Grangier, sculpteur à Cavaillon. Les boiseries sont l'œuvre d'Esprit Grangier, fils de Barthélémy. Les vitraux des deux fenêtres datent de 1856.
- La chapelle Saint-Roch (ancienne chapelle des Brancas-Céreste). C'était à l'origine celle de Jacques de Forcalquier, seigneur de Robion de 1455 jusqu'à sa mort en 1479.

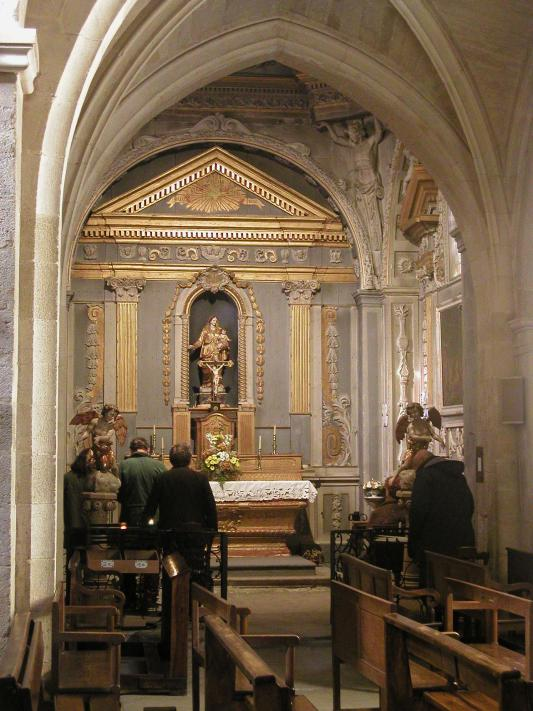
Chapelle du rosaire

Ces trois chapelles voûtées d'ogives ont été construites vers 1465, après la visite en 1464 de l'évêque de Cavaillon, qui avait ordonné la réparation de l'église démolie, le seigneur devant y contribuer pour un quart dans un délai de deux ans, sous peine d'excommunication et d'une amende de 25 livres.
Du bas côté droit, à partir de l'entrée, on trouve trois chapelles voûtées en plein cintre :
- La chapelle Saint-Joseph, avec la statue du saint, en bois doré, offerte par Joseph Faraud en 1848.
- La chapelle Sainte-Anne. La bénédiction d'un orgue fabriqué en 1978 par la manufacture Fa. S. de Witt & N de Nieuw Vennep (Pays-Bas), eut lieu le 25 juin 2011.
- La chapelle Saint-Éloi. Son ornementation est la conséquence d'un vœu de la confrérie des « ménagers » du 9 décembre 1770. Elle date de 1771 et comporte un autel de bois sculpté et doré surmonté d'un tableau représentant saint Éloi, évêque, patron des charrons, des maréchaux-ferrants et des cultivateurs.

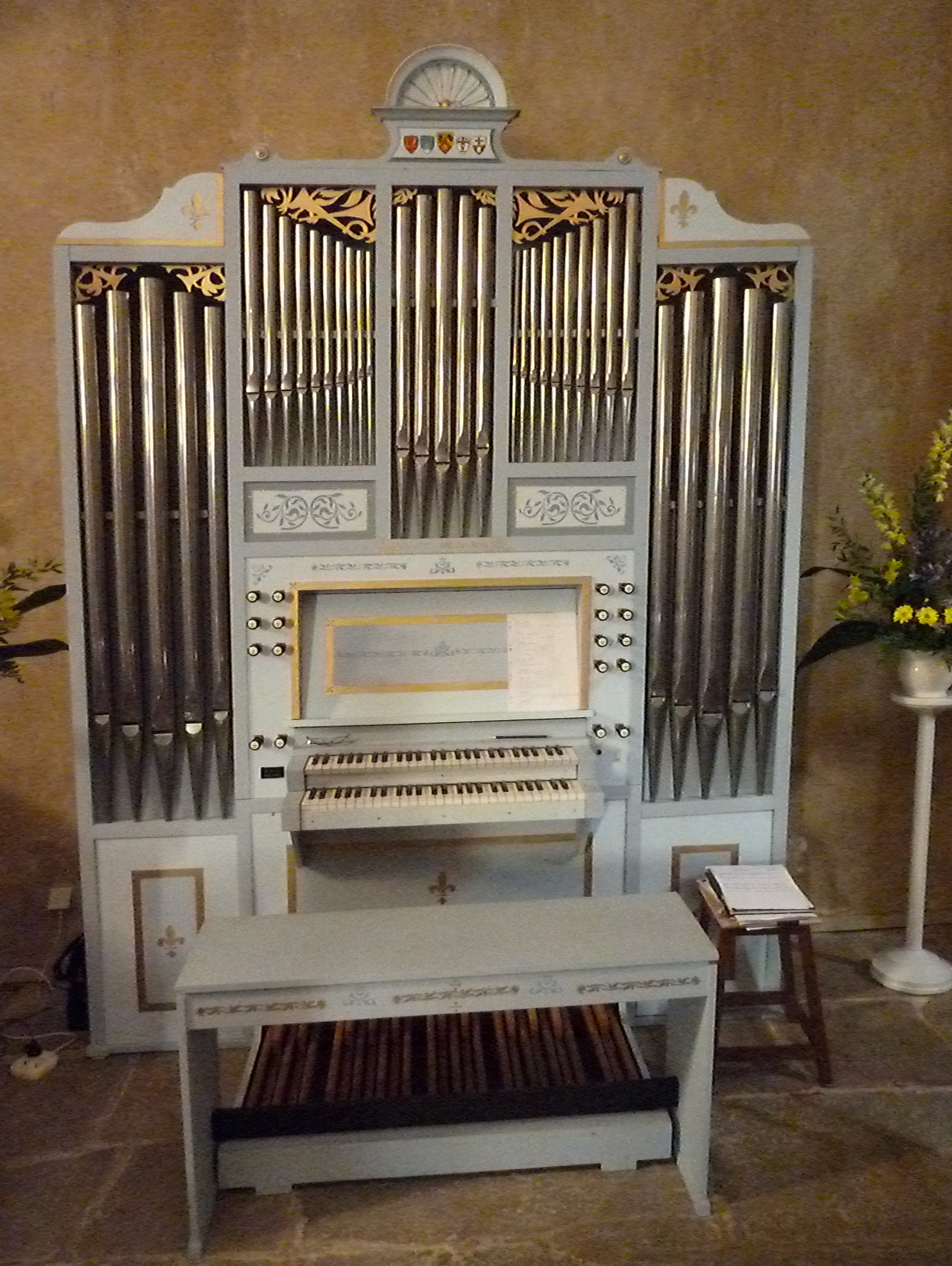
Orgue de l'église

Le clocher arcade, supportant la cloche, a été exécuté en 1849 par Véran Aillaud, maçon. La cloche a été bénie le 13 mars 1851 par le curé de Robion.
La façade de l'église a été reconstruite à neuf en 1810 par A. Ricaud, maçon. Les vantaux de la porte ont été exécutés en 1705 par Jean Bellanger, maître menuisier à Cavaillon, d'après les dessins de Louis Sentin, sculpteur à Maubec. L'église a été restaurée en 1983.
En face de l'église se trouve l'ancien presbytère, construit sur le vieux cimetière. Lorsque le curé travaillait son jardin, il arrivait fréquemment qu'un coup de bêche fasse sortir un os. Le cimetière fut supprimé en 1840 car il était devenu trop petit, et aussi trop près de la pompe, où beaucoup de Robionnais allaient chercher leur eau.

### Chapelle Notre-Dame des Anges
Au pied du Luberon, au quartier de l'angle, cette petite chapelle très simple se dresse au milieu des vergers. À l'intérieur, est gravée la date de 1709, mais la construction est probablement plus ancienne. Son plan est rectangulaire, elle est couverte d'une voûte d'arêtes. Propriété pendant deux siècles de la famille de l'ancien maire Izidore Lazare, elle est vendue avec le bois et le verger voisin à la mairie qui décide de la restaurer en 1994 avec l'aide du Parc naturel régional du Luberon. À cette occasion, a été constitué un verger de conservation botanique des variétés d'arbres fruitiers de la région : Cerisiers, figuiers, amandiers, oliviers, abricotiers. De nombreuses variétés y sont plantées, et les Robionnais (et les autres) invités à s'y procurer des plants à planter chez eux pour participer à cette conservation de variétés risquant de disparaître. Un peu plus loin, en direction de Maubec, se trouve la glissette. Un rocher présentant un plan incliné de quelques mètres de long, sur lequel des générations de petits Robionnais ont glissé usant ainsi leurs fonds de culottes et donnant donc à la surface de la pierre un poli miroir.

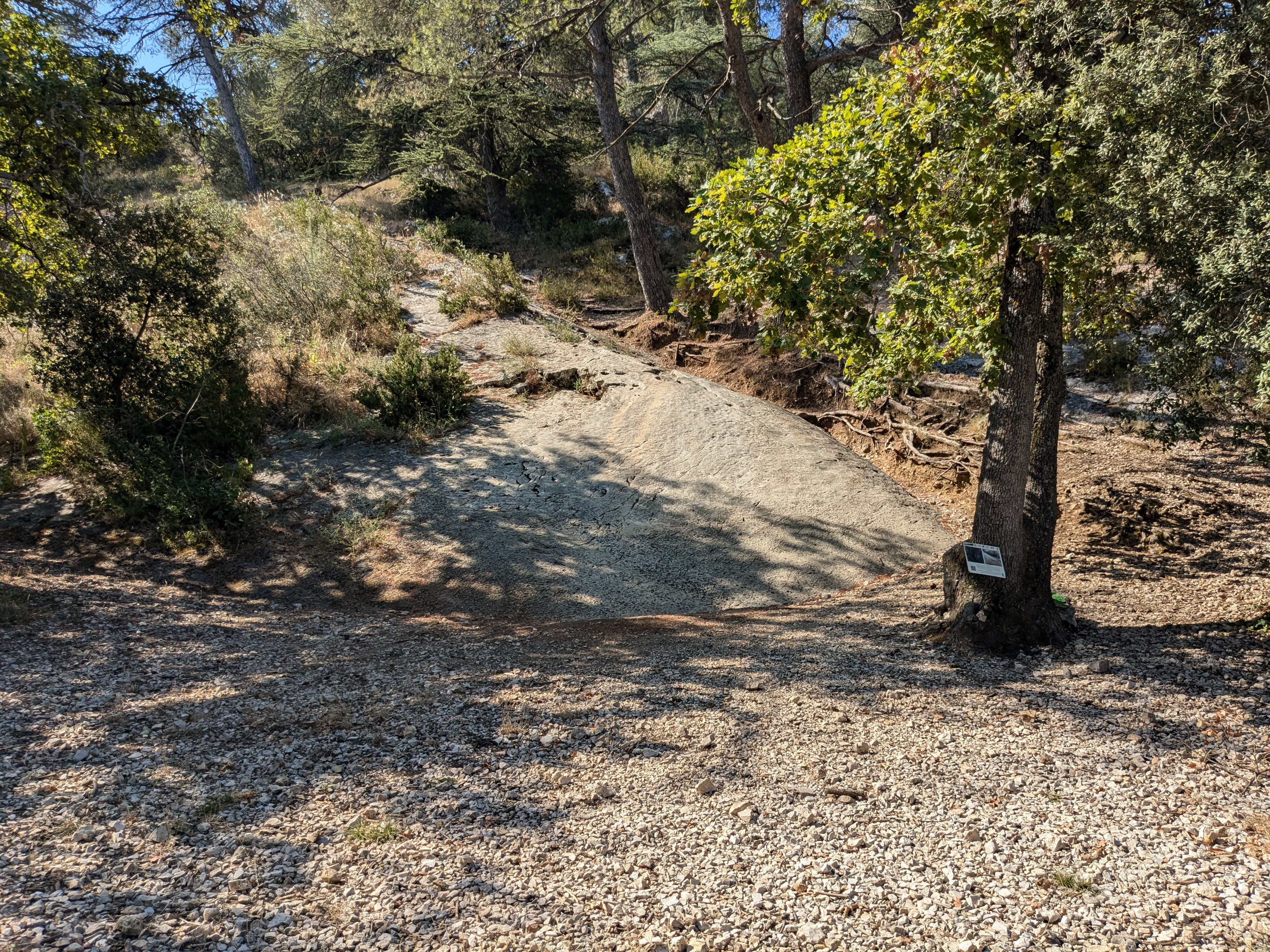
La Glissette.

### Chapelle Saint-Roch
La peste faisait régulièrement son apparition.
En mai 1631, elle était à Cavaillon. Une barrière est construite entre Cavaillon et Robion, surveillée par des gardes. Toute personne voulant entrer à Robion doit subir une quarantaine. Il n'y eut à Robion que deux morts : un enfant le 2 juillet et une femme le 12 juillet. En 1632, tout danger paraissant écarté, la communauté de Robion décide - en signe de reconnaissance - de faire construire une chapelle dédiée à Saint Roch, patron des pestiférés. Cette chapelle « au lieu où sera désigné par les consuls, aura 3 cannes de longueur, 2 cannes de largeur dans l'œuvre et 3 cannes de hauteur, compris les fondements qui auront 4 pans en terre ». La canne mesurait environ 2 mètres et le pan 0,25. Elle sera voûtée, avec une porte de pierre de taille à double vaisseau de 4 pans et demi de largeur, une fenêtre de chaque côté de la porte, ayant 2 pans de largeur, une fenêtre du côté de l'autel d'1 pan et demi de large et 2 pans et demi de hauteur, laquelle voûte sera à croisières et couverte de tuiles ; à faire d'ici pâques prochain. Le marché fut attribué en 1633 à Christophe Lebrun, maçon de Paris résidant à Robion. La construction devait laisser à désirer, car il fallut faire réparer la façade et refaire la couverture en 1705, par Jean Goudon, maçon de Robion.
La chapelle fut vendue le 23 septembre 1793 comme bien national à Jean-Joseph Casteau. Transformée en maison d'habitation, elle a été englobée dans des constructions, les moulures de la façade arasées. 

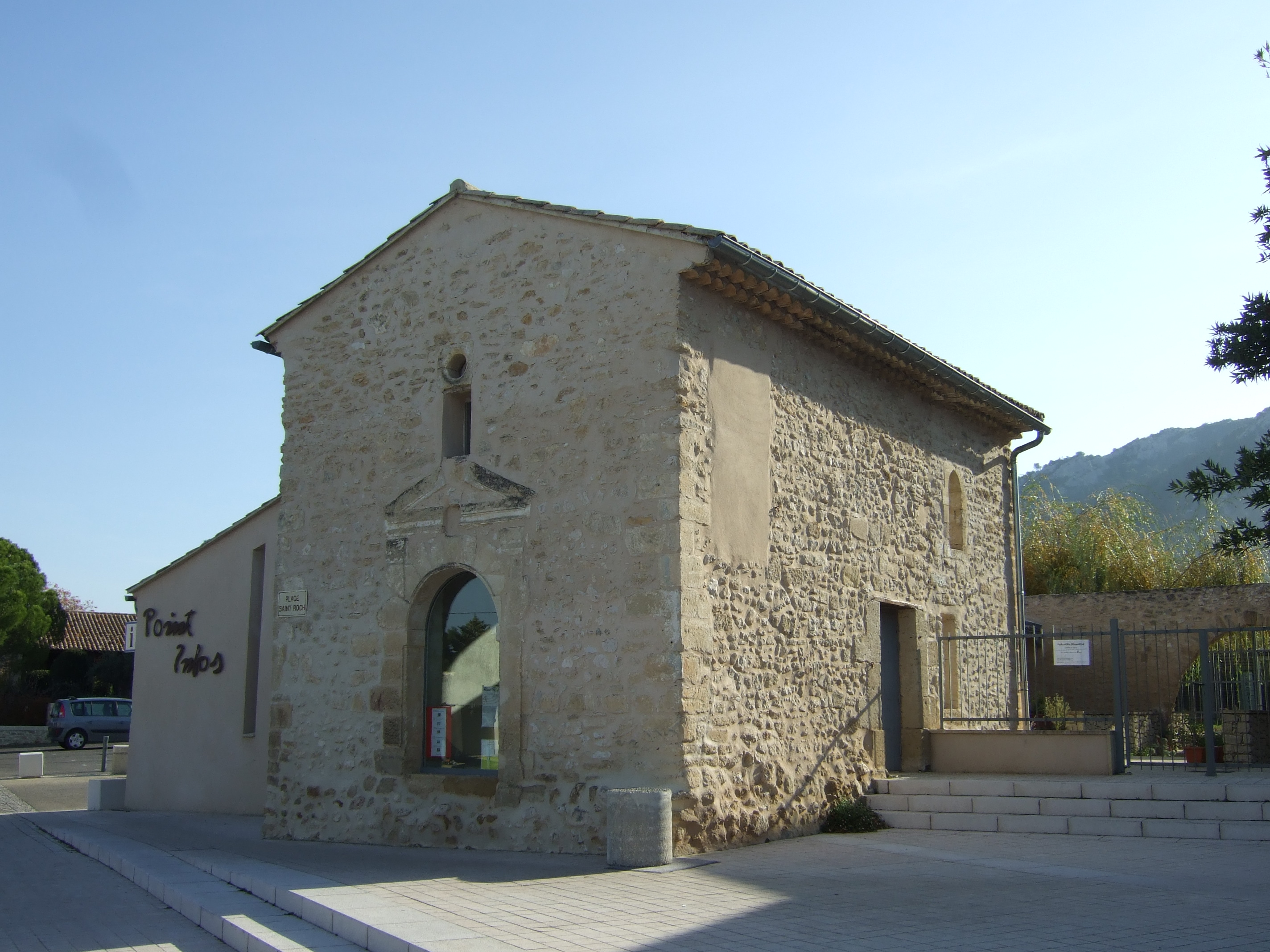
Chapelle Saint-Roch.

Cet ensemble a été racheté par la mairie qui a restauré la chapelle, et y a installé un centre d'informations touristiques.
La chapelle a donné son nom au quartier.
À quelques dizaines de mètres en montant vers le haut du village, on voit la « croix de Saint Roch » : c'est une croix de mission, érigée le premier février 1789.

### Boulon
Premier emplacement du village, on trouve encore par endroits des tessons de céramiques gallo-romaines.
Dominé par d'impressionnantes falaises : les rochers de Baude.
Pendant la dernière guerre, un chantier de jeunesse y fut installé. C'est un endroit très agréable, surtout en hiver. Abrité du mistral, avec le ruisseau qui coule au milieu de la prairie, les oliviers et la vigne.

### La tour de Sabran
Dans l'antiquité, la voie Domitienne - voie romaine allant des Pyrénées aux Alpes et en Italie en passant par Nîmes, Cavaillon, Apt et le Col de Montgenèvre traversait le territoire de Robion. La voie, construite sur un remblai assez élevé, passait près de la carrière du four à chaux.
Après les invasions barbares des Ve et VIe siècles, lorsqu'en 536 la Provence passa de la domination des Ostrogoths à celle des Francs, une partie de cette province fut réunie à l'Auvergne austrasienne; Auvergne et Provence formèrent un territoire d'un seul tenant, dont la frontière passait à Robion, aux environs de l'actuel four à chaux. Cette frontière située sur la voie domitienne fut protégée par un poste militaire qui prit le nom de « castrum de monte alvernico », puis le Vernègue. En 1195, le renouvellement d'un traité d'alliance entre le comte de Toulouse et celui de Forcalquier indique comme limite entre les comtés « le vernègue de Lagnes, sur la rive droite de la Durance ». En 1237, le comte de Toulouse Raymond VII donna à Guillaume de Sabran, sous condition de service militaire, le « fief de Mont Alvernic ». Le domaine prit alors le nom de « tour de Sabran ». Il changea de nombreuses fois de propriétaire et, en 1789, il appartenait à l'abbaye de la Chaise-Dieu. Il fut vendu comme bien national le 7 avril 1795 à Pierre Portalis, d'Avignon au prix de 305 000 livres.
Le toponyme « tour de Sabran » est resté et a donné son nom à la société exploitant la carrière pour faire de la chaux.

### Chapelle Saint-Peyre

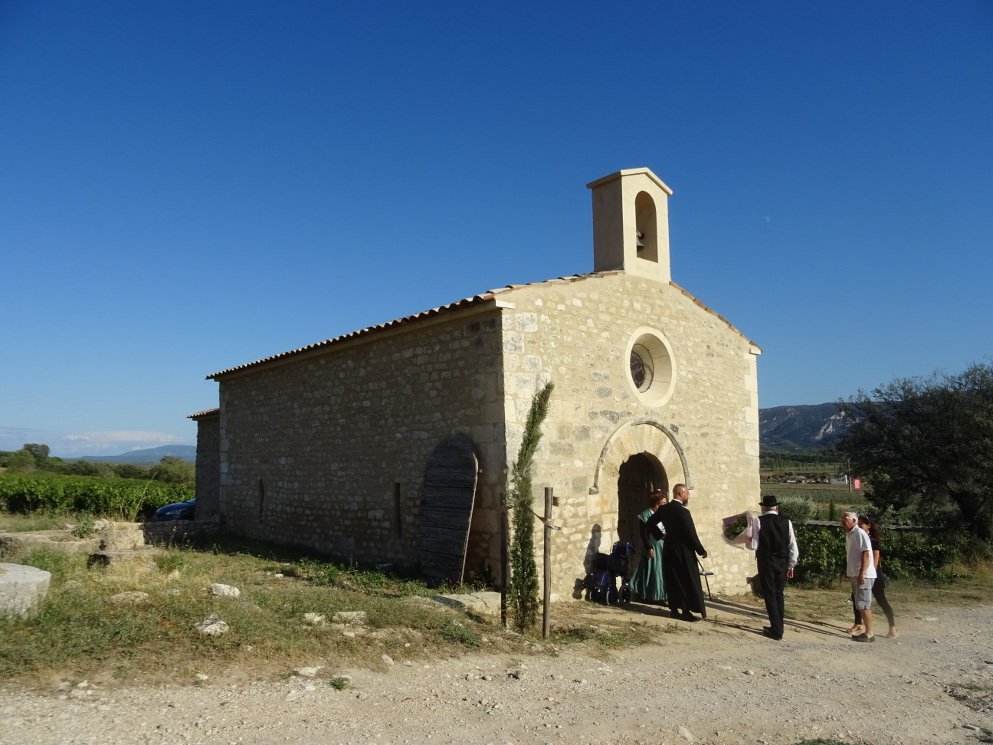
Vue de la chapelle Saint-Peyre.

À proximité de la tour de Sabran se trouve la chapelle Saint-Peyre, ou Saint-Pierre, datant du XIe ou du XIIe siècle. Cette chapelle, devenue au cours du temps un hangar agricole, a été restaurée récemment par les propriétaires du domaine Saint-Peyre, domaine qui lui doit son nom. Elle est située à côté de l'antique voie Domitienne.
Le 6 septembre 2019, s. Exc. Mgr l’archevêque d'Avignon est venu la bénir et la rendre au culte.

### Le mur de la peste
L'épidémie de peste de 1720-1721 atteignit plus particulièrement la Provence et le Comtat Venaissin. C'est pour essayer d'arrêter l'épidémie qui venait de Marseille que fut construit le mur de la peste. Il partait des gorges de la Nesque, passait à la tour de Sabran et allait jusqu'au Luberon. À Robion, au quartier des hautes royères, on voit encore un talus rectiligne en remblai qui, selon la tradition, serait un vestige du mur. Les précautions prises furent efficaces, car l'épidémie épargna Cavaillon et ne se manifesta pas à Robion.

## Activités, animations
- Festival de musiques, chants et danses du monde : en juillet.
- Fête votive : second week-end de septembre.
- Fête de la confiture : second samedi de décembre.

### Randonnées
Le GR 6 « Alpes Océan » passe à Robion. Il est également possible de faire de nombreux circuits à vélo.

### Cinématographie
Plusieurs films ont été tournés à Robion, notamment :
- 2006 : L'Homme de sa vie de Zabou Breitman.

## Personnalités liées à la commune
- R.P. Xavier de Fourvière (1853-1912), ecclésiastique, religieux prémontré et prédicateur en langue provençale, né et mort à Robion[44].
- Léon Tallon (1908-1980), né et mort à Robion, nageur international, champion de France.
- René Métayer, peintre. Né en 1935 à Saint-Andiol (Bouches-du-Rhône) et qui a fait partie du même groupe d'artistes robionnais qu'Armand Meffre et Henry Gauthier.
- Paule Bronzini (1900-2012), doyenne des Français de juin à août 2012, y est morte.
- Éric Di Meco, ancien joueur de football professionnel, vainqueur de la coupe d'Europe avec l'olympique de Marseille en 1993. Le stade du village porte son nom.
- Claude Chamboissier (1950-2015), dit Framboisier, dont les obsèques ont été célébrées dans l'église de la commune le 13 janvier 2015[45].
- Armand Meffre, acteur de cinéma, écrivain, peintre.
- Vilém Flusser (1920-1991), philosophe ayant vécu à Robion de 1980 à sa mort.